# Grube Christiane

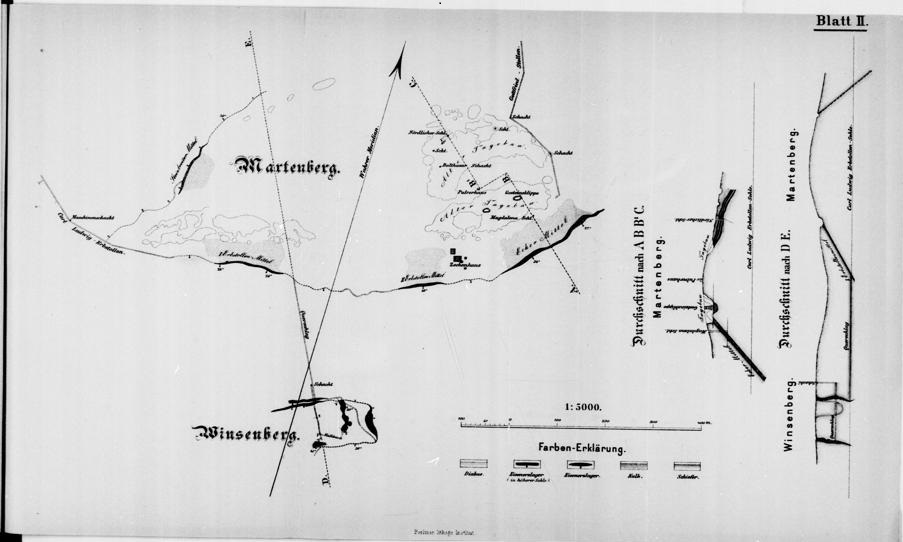
Plan der Grube Martenberg um 1890

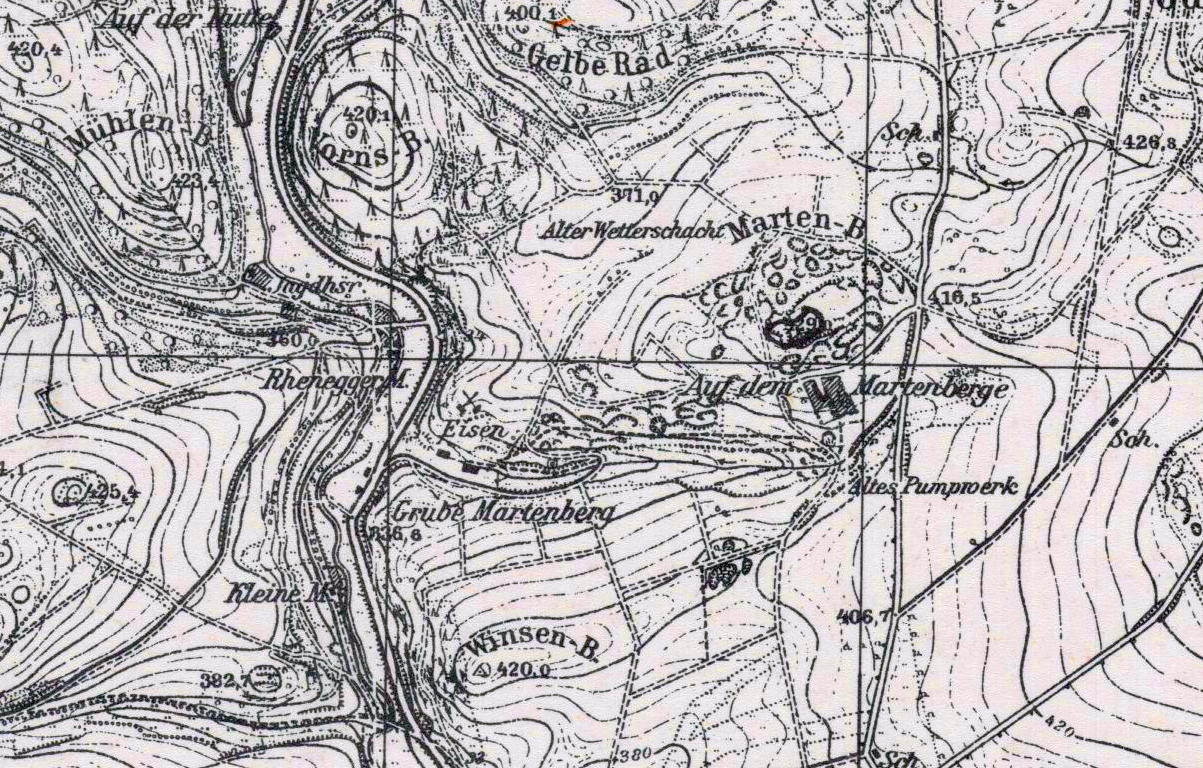
Lage der Grube Martenberg nach einem Kartenausschnitt um 1930

Die Grube Christiane ist ein Bergwerk das Eisenerz gefördert hat. Sie ist teilweise auch bekannt als Schachtanlage Martenberg, war ein Eisenerzbergwerk im Adorfer Eisenerzrevier und ist heute ein Besucherbergwerk in der Gemeinde Diemelsee. Christiane war eine Verbundgrube, konsolidiert aus den Gruben Martenberg (Lage), Eckefeld (Lage), Ferdinand (Lage) und Hubertus (Lage).

## Geologie  und Genese der Eisenerzlagerstätte
Die Eisenerze der Grube Christiane sind an mittel- bis oberdevonische Vulkanitgesteine des Ostsauerländer Hauptsattels gebunden. Im Mittel- und Oberdevon bildeten sich im Bereich des Rhenoherzynikums zahlreiche submarine Vulkane. Die Eisenerzlager entstanden durch mehrphasige, submarine Exhalationen und anschließende diagenetische Umbildung der basischen Vulkanite. Der Erzabbau in der Grube war meist an durchschnittlich 5–8 m mächtige, teils fast seiger stehende Erzlager gebunden, die – je nach Erztyp – 20–60 % Eisen enthielten. Die mineralogische Zusammensetzung der Erze ist stark vom untermeerischen Relief abhängig. Während karbonatische Eisenerze meist in tieferen, von der Frischwasserzufuhr abgeschnürten Meeresbereichen am Fuß der Vulkanschwelle zu finden sind, findet man kieselige Hämatiterze meist an den Flanken der Vulkanbauten. Untergeordnet treten in der Lagerstätte Pyrit- und Magnetiterze auf. Die Eisenerze der Grube Christiane zählen genetisch zu den sedimentär-exhalativen Lagerstätten (SEDEX) vom Lahn-Dill-Typ.

## Vorgeschichte
Im östlichen Sauerland reichen die Anfänge des Eisenerzbergbaus bis in keltische Zeit zurück.
Der Adorfer Bergbau in Waldeck, später Teil Hessens, stand im Zusammenhang mit dem Bergbau in Marsberg-Giershagen jenseits der Grenze im Herzogtum Westfalen bzw. später im preußischen Kreis Brilon. Die Ursprünge des Erzbergbaus liegen im Mittelalter. Nach einem Rückgang durch den Dreißigjährigen Krieg erlebte der Bergbau auch durch die Förderung der Grafen von Waldeck nach Ende des Krieges und insbesondere im 18. Jahrhundert einen Aufschwung. Der Abbau erlebte in dieser Gegend dann im 19. Jahrhundert im Zusammenhang mit der Hochindustrialisierung in Deutschland ein beachtliches Wachstum. Er profitierte von der Nachfrage des Ruhrgebiets nach Erzen. Unternehmen aus dem Ruhrgebiet erwarben Bergbaurechte und investierten in beträchtlichem Umfang. Mit der Rhene-Diemel-Bahn wurden die Erze nach Bredelar zum Umladen auf die preußisch-hessische Staatsbahn gebracht.
Bereits vor dem Ersten Weltkrieg verlor der gesamte Bergbau in der Region aus verschiedenen Gründen an Bedeutung und die meisten Gruben stellten ihre Förderung ein. Als letztes Bergwerk der Region wurde die Grube Martenberg 1917 stillgelegt.

## Neubeginn

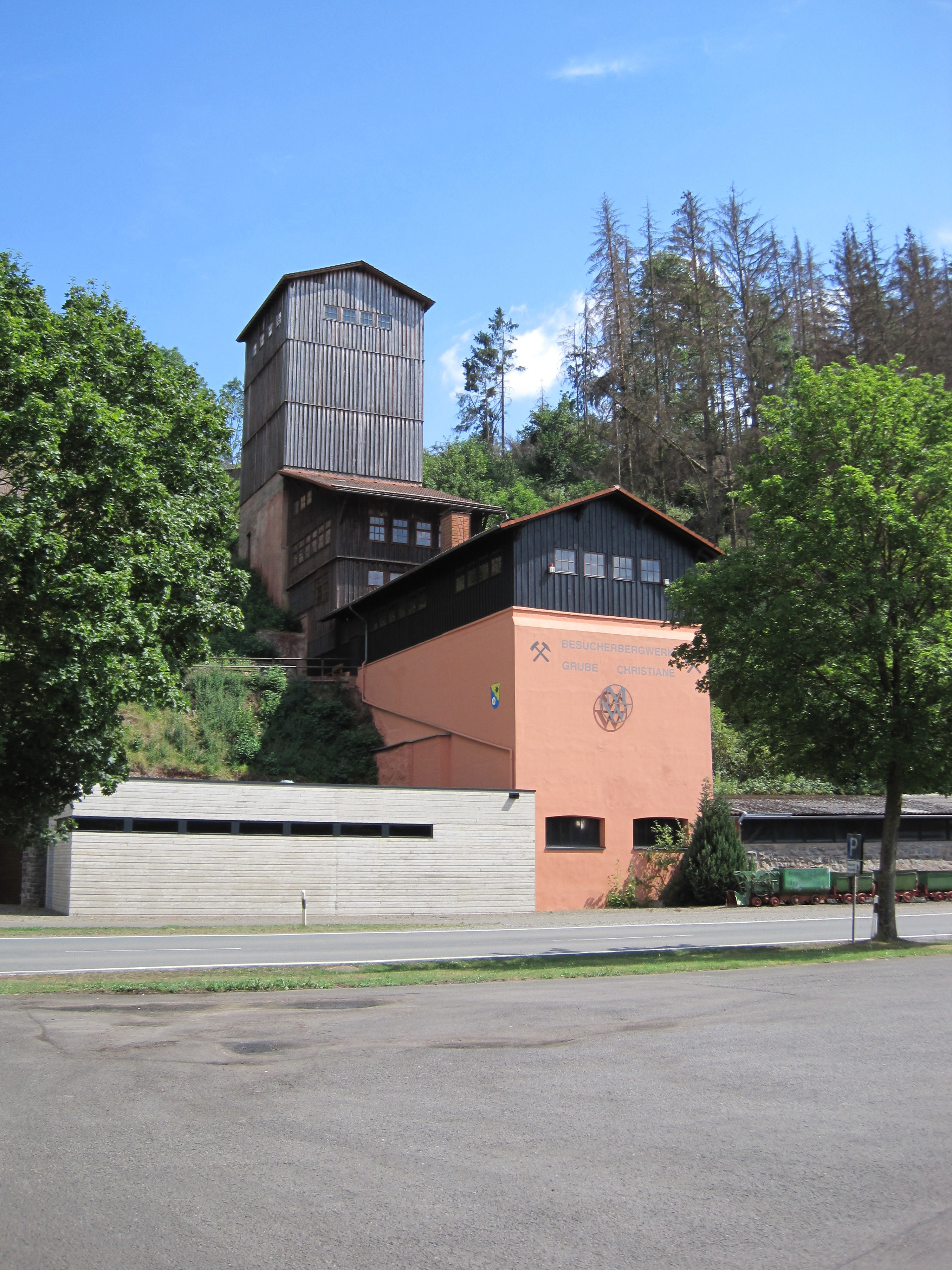
Schachtanlage Martenberg mit Neubau des Bergbaumuseums

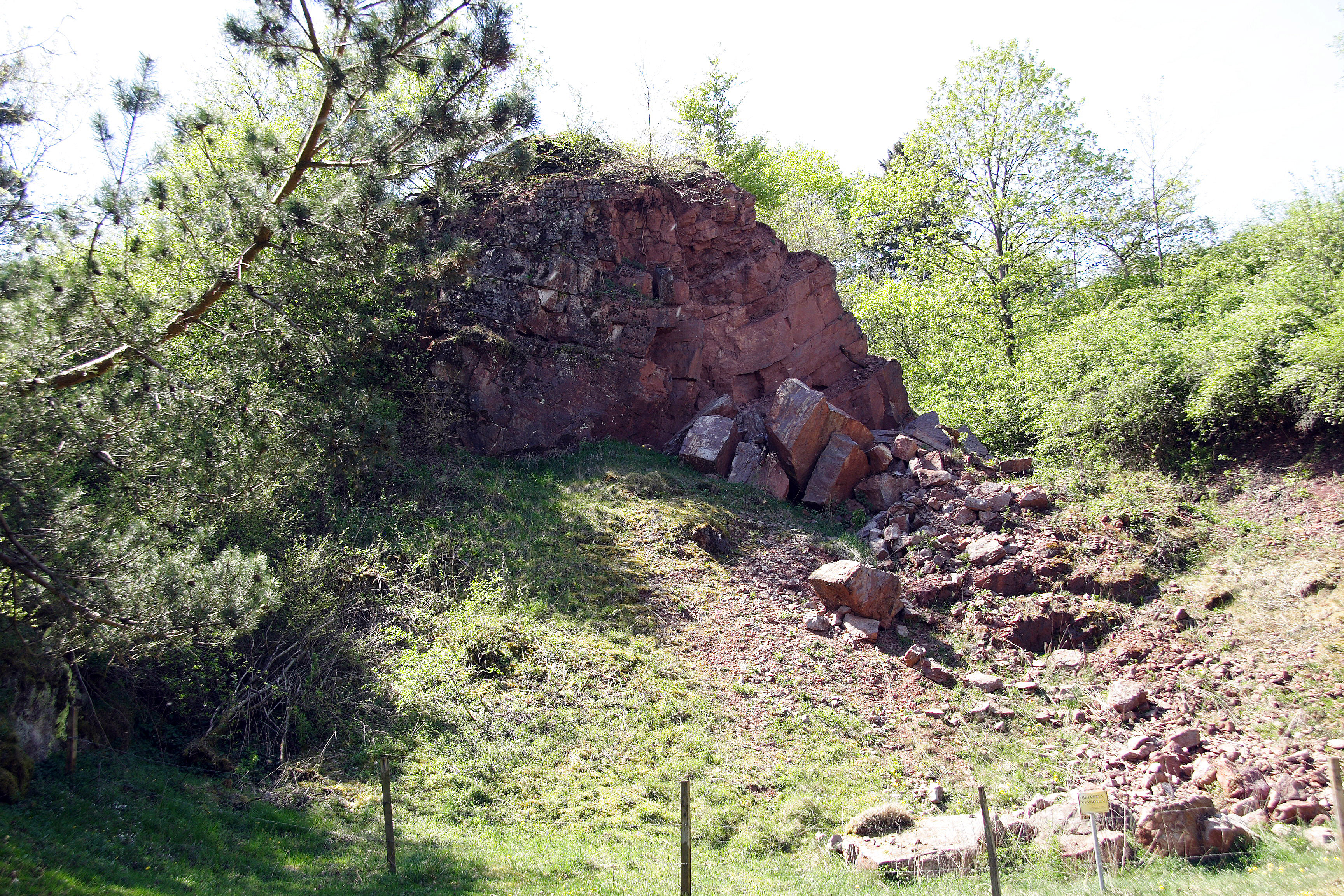
Die Martenberg-Klippe im ehemaligen Tagebau Martenberg

Im Zusammenhang mit der Autarkiepolitik in der Zeit des Nationalsozialismus kam es in den 1930er Jahren teilweise zu Plänen, den Betrieb wieder aufzunehmen. Im Adorfer Revier wurden 1936 mehrere historische Grubenfelder zusammengefasst und unter der Bezeichnung Grube Christiane neu aufgeschlossen. Es wurden zunächst Tiefbohrungen zur Erkundung ausgebracht. Die Gesamterzvorräte wurden auf 2 Millionen t geschätzt. In der Folge entstand eine moderne Tiefbauverbundanlage. Über Tage entstand die Schachtanlage Martenberg mit Aufbereitung und Zechenhaus. Etwa 2,6 km entfernt wurde eine zweite Schachtanlage „Auf dem Webbel“ erbaut. Beide Betriebsteile waren mit einer Seilbahn zum Transport des Erzes zur Anlage Martenberg verbunden.
Die Förderung begann 1938. Es wurden täglich etwa 20 bis 40 t Erz gefördert. Da der Betrieb der Rhene-Diemel-Bahn bereits seit den 1920er Jahren eingestellt war, wurde das Erz mit Schwerlastkraftwagen der Reichsbahn zum Staatsbahnhof in Bredelar gebracht. Seit 1939 hatte die Grube erneut einen eigenen Bahnanschluss. Nach einer kurzen Unterbrechung am Ende des Zweiten Weltkrieges wurde die Förderung bereits im Herbst 1945 wieder aufgenommen.
Im Jahr 1952 wurde unter Tage eine Verbindung zwischen den beiden Schachtanlagen hergestellt. Dort waren etwa 340 Bergleute beschäftigt. Diese förderten bis zu 12.000 t Erz pro Monat. Insgesamt wurden bis zur Einstellung des Betriebes etwa 1,72 Millionen t Erz abgebaut. Die höchste Fördermenge wurde 1960 mit 155.700 t erzielt.
Es handelte sich um kalkige Zuschlagserze mit einem Eisengehalt von 28 bis 35 % Eisen. Verhüttet wurden die Erze in Duisburg im dortigen Werk der Mannesmann AG zusammen mit Erzen aus Schweden und Brasilien. Die Bergleute kamen auf eine Förderleistung von 4 t pro Mann und Schicht. Diese beachtliche Leistung in dieser Form des Bergbaus hing mit der weitgehenden Mechanisierung unter Tage zusammen. Durch die Technisierung konnte die Förderleistung pro Bergmann um 300 % gesteigert werden.
Der Betrieb wurde 1963 eingestellt. Grund waren die abnehmenden Erzvorräte, aber auch die sich seit Beginn der 1960er Jahre verschlechternde Wirtschaftlichkeit der westeuropäischen Eisenerzförderung. Wegen kostengünstiger Erze aus Brasilien oder Westafrika lohnte der Abbau nicht mehr.

## Bergbaumuseum und Besucherbergwerk
Die bergmännische Tradition halten Knappenvereine im Adorfer und benachbarten Giershagener Revier aufrecht. Der Knappenverein Adorf bemühte sich seit den 1970er Jahren um den Erhalt und Zugänglichmachung der Anlagen. Auch mit Hilfe von Arbeitsbeschaffungsmaßnahmen konnte 1986 ein Teil der Schachtanlage Martenberg, der sogenannte Pferdestollen, als Besucherbergwerk eröffnet werden. In der früheren Aufbereitungsanlage ist ein Bergbaumuseum eingerichtet.